# Gasfinolhu (Laamu-atol)
Gasfinolhu is een van de onbewoonde eilanden van het Laamu-atol behorende tot de Maldiven.